# Сокирченко, Данила Анатольевич
Данила (Данил) Анатольевич Сокирченко (15 октября 1995, с. Сретенка, Московский район, Чуйская область) — киргизский футболист, центральный защитник клуба «Мурас Юнайтед». Выступал за сборную Кыргызстана.

## Клубная карьера
Воспитанник футбольной школы клуба «Абдыш-Ата». В 2012 году дебютировал в высшей лиге Кыргызстана в составе клуба «ФЦ-95», составленного на базе юношеской сборной страны. Затем играл в первой лиге за команды, входящие в систему «Абдыш-Аты» — кантские «Живое Пиво» и «Наше Пиво».
С 2016 года выступает за основной состав «Абдыш-Аты».

## Карьера в сборной
Выступал за молодёжную и олимпийскую сборные Кыргызстана.
В национальной сборной Кыргызстана дебютировал 11 октября 2016 года в товарищеском матче против Туркменистана, заменив на 94-й минуте Фархата Мусабекова. По состоянию на январь 2019 года эта игра остаётся для него единственной в составе сборной.